# Tongnim
Tongnim (kor. 동림군, Tongnim-gun) – powiat w Korei Północnej, w prowincji P’yŏngan Północny. W 2008 roku liczył 104 614 mieszkańców. Graniczy z powiatami Ch’ŏlsan od południowego zachodu, Yŏmju od zachodu, P’ihyŏn od północy, Ch’ŏnma od wschodu oraz Sŏnch’ŏn od południa. Niewielka część powiatu znajduje się nad Morzem Żółtym, określanym w Korei Północnej jako Morze Zachodniokoreańskie. Przez powiat przebiega linia kolejowa P’yŏngŭi, łącząca stolicę Korei Północnej, Pjongjang, ze znajdującym się w północno-zachodniej części kraju miasta Sinŭiju, a dalej z siecią kolejową Chin. 60% terytorium powiatu stanowią lasy.

## Historia
Przed wyzwoleniem Korei spod okupacji japońskiej tereny należące do powiatu wchodziły w skład powiatu Sŏnch’ŏn (dokładnie tworzyły one miejscowości Simch'ŏn, Such'ŏng, Sinbu, San, Ch'am i Jŏnghye). W obecnej formie powstał w wyniku gruntownej reformy podziału administracyjnego w grudniu 1952 roku. W jego skład weszły wówczas tereny należące wcześniej do miejscowości Simch'ŏn, Ryongyŏn (obie poprzednio znajdowały się w powiecie Sŏnch’ŏn), Ch'am, Such'ŏng (5 wsi) i Sinbu (4 wsi – wszystkie trzy były dotychczas w powiecie Ch’ŏlsan). Powiat Tongnim składał się wówczas z jednego miasteczka (Tongnim-ŭp) i 24 wsi.

## Gospodarka
Lokalna gospodarka oparta jest na rolnictwie. Na terenie powiatu znajdują się uprawy ryżu, kukurydzy, soi, pszenicy, jęczmienia i tytoniu. Istotne dla gospodarki regionu jest także górnictwo oraz przemysł maszynowy.

## Podział administracyjny powiatu
W skład powiatu wchodzą następujące jednostki administracyjne:
| Nazwa jednostki administracyjnej | Rodzaj jednostki administracyjnej | Hangul       | Hancha       |
| -------------------------------- | --------------------------------- | ------------ | ------------ |
| Tongnim-ŭp                       | miasteczko                        | 동림읍       | 東林邑       |
| O'bong-rodongjagu                | dzielnica robotnicza              | 오봉로동자구 | 梧峰勞動者區 |
| Singok-rodongjagu                | dzielnica robotnicza              | 신곡로동자구 | 新谷勞動者區 |
| Kogunyŏng-ri                     | wieś                              | 고군영리     | 古軍營里     |
| Indu-ri                          | wieś                              | 인두리       | 仁豆里       |
| Puhwang-ri                       | wieś                              | 부황리       | 付皇里       |
| Wŏlgok-ri                        | wieś                              | 월곡리       | 月谷里       |
| Masŏng-ri                        | wieś                              | 마성리       | 磨星里       |
| Ch'ŏngsong-ri                    | wieś                              | 청송리       | 靑松里       |
| Ansan-ri                         | wieś                              | 안산리       | 雁山里       |
| Sansŏng-ri                       | wieś                              | 산성리       | 山城里       |
| Ch'ŏnggang-ri                    | wieś                              | 청강리       | 淸江里       |
| Posŏng-ri                        | wieś                              | 보성리       | 保聖里       |
| Ryong’yŏn-ri                     | wieś                              | 룡연리       | 龍淵里       |
| Samsŏng-ri                       | wieś                              | 삼성리       | 三成里       |
| Ŭnbong-ri                        | wieś                              | 은봉리       | 殷峰里       |
| Inp'ung-ri                       | wieś                              | 인풍리       | 仁豊里       |
| Sangsu-ri                        | wieś                              | 상수리       | 上水里       |
| Wŏl'an-ri                        | wieś                              | 월안리       | 月安里       |
| Jambong-ri                       | wieś                              | 잠봉리       | 蠶峰里       |
| Ryongsan-ri                      | wieś                              | 룡산리       | 龍山里       |
| P'ungch'ŏn-ri                    | wieś                              | 풍천리       | 豊川里       |
| Namsam-ri                        | wieś                              | 남삼리       | 南三里       |